# Bieiris de Romans
Bieiris de Romans (o Bietris o Beatritz) (fl. primera mitad del siglo XIII) fue una trobairitz occitana. 

## Vida
No se conserva ninguna Vida de Bieiris de Romans ni documentos que entreguen información sobre ella. Aparentemente era originaria de Romans-sur-Isère. En realidad, en el único manuscrito que ha preservado su poesía, la rúbrica dice Bieris de R., pero se supone que hace referencia a Romans. La cronología de su producción poética es incierta, pero comúnmente se le sitúa en la primera mitad del siglo XIII.
En el cançoner T se conserva la única canción que se ha preservado de esta trobairitz, Na Maria, pretz [e] fina valors. El hecho que dirija una canción de amor a otra mujer (Na Maria, que no ha sido identificada con certeza) ha llamado la atención y los estudiosos han aludido a un posible lesbianismo entre Bieris y María, o bien, han asociado el nombre a la Virgen; incluso, algunos han creído que el autor de esta poesía en realidad es un hombre. Angélica Rieger cree que es, efectivamente, un poema de una mujer a otra mujer como manifestación de ternura, pero que hay que entenderlo dentro del código cortés, sin que implique lesbianismo.

## Obra
- (93,1) Na Maria, pretz [e] fina valors.